# E-Tower
O e-Tower é um edifício comercial, situado na rua Funchal, no bairro Vila Olímpia, próximo à marginal Pinheiros, na cidade brasileira de São Paulo. O edifício, de 392 metros quadrados de área útil, possui um heliponto (cobertura), escritórios, dois restaurantes, um auditório, uma piscina semi-olímpica, um ginásio e estacionamento para 800 vagas. Projetado por Aflalo & Gasperini Arquitetos, possui características que o qualificam como de última geração, tanto nos aspectos construtivos como de instalações. No projeto, há ainda um diferencial em relação ao programa de necessidades e à oferta de serviços disponíveis no interior da edificação.
Apesar de todas estas novidades, o que chama a atenção, em primeiro lugar, é a altura do edifício. Com 148 metros (piso térreo até a cobertura), ele é o décimo quinto arranha-céu mais alto do Brasil e o nono mais alto da cidade de São Paulo. A medida foi definida pelo corredor de tráfego de helicópteros da marginal — projetistas e empreendedores a queriam maior. A criação de uma torre alta e esbelta foi um dos pedidos do cliente. Para o projeto de estrutura de concreto armado - que articula a grelha da fachada com pórticos internos travados em direção ao core -, foi utilizada uma maquete do prédio e dos volumes das construções lindeiras, para aferir, dentro de um túnel de vento, os esforços que o e-Tower sofreria com a ação eólica. Esses dados foram também empregados no detalhamento da caixilharia, executada, em sua maior parte, no sistema unitizado, com painéis modulados de 3,75 x 2,5 metros. Embora o sistema não seja novidade no país, os fechamentos do e-Tower são pioneiros, pois os painéis, além dos caixilhos, continham os revestimentos externos em placas de granito.

## Desafios

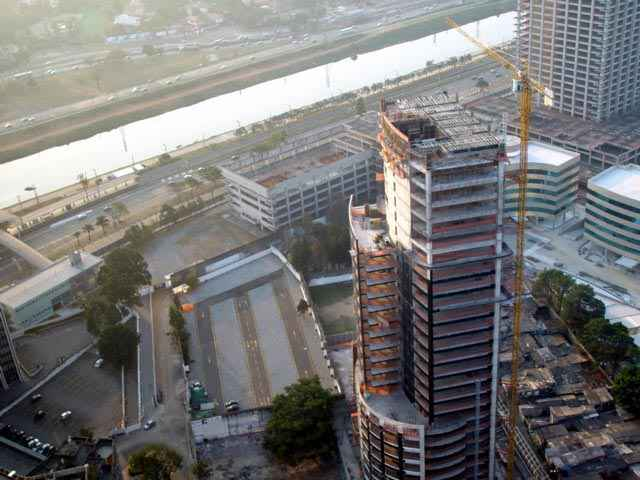
Construção do edifício em 2002

O edifício foi projetado para o concreto de resistência fck = 80 MPa (Mega Pascal), para que os pilares dos quatro níveis do subsolo pudessem ter as suas dimensões reduzidas, sem perder a sua capacidade resistente. A redução da seção dos pilares permitiu aumentar a quantidade de vagas do estacionamento. Com a cooperação da Concreto Engemix®, da Escola Politécnica da Universidade de São Paulo e da ABCP (Associação Brasileira de Cimento Portland), atingiu-se a resistência à compressão de fc = 125 MPa no canteiro da obra. O valor foi considerado um recorde mundial em resistência de concreto colorido.
A partir de 2009, uma réplica dos pilares do seu subsolo começou a ser investigada no IPT (Instituto de Pesquisas Tecnológicas de São Paulo) para avaliar o desempenho do CAD (concreto de alto desempenho) armado em situação de incêndio. Mais uma vez, o pioneirismo do ed. e-Tower: primeiro edifício que têm pilares gêmeos testados em temperaturas elevadas para avaliar as influências do tamanho do corpo-de-prova, da armadura real distribuída em 2 camadas e das misturas de concreto empregando-se materiais tipicamente brasileiros.
O programa experimental demandou elevados investimentos e planejamento cuidadoso, envolvendo a participação de diversas empresas e instituições. O Laboratório de Resistência ao Fogo do IPT teve que adquirir novos equipamentos e adaptar a câmara de ensaios para a amostra de grandes dimenões — o chamado ensaio em escala real (full scale tests).[carece de fontes?].
Nos últimos anos, a preocupação com a segurança contra-incêndio das edificações têm sido estendida aos projetos de Arquitetura e de Engenharia Civil. O CAD é o nome comercial atribuído ao CAR (concreto de alta resistência) no mercado nacional. O material é considerado novo e o seu comportamento em situações excepcionais, como incêndios, explosões, sismos, etc., ainda não é totalmente conhecido.
Na década de 90, quando os principais túneis europeus construídos com CAR sofreram grandes incêndios, os danos causados ao concreto foram tão graves que geraram certa apreensão na comunidade científica internacional. Partes da estrutura foram perdidas, estilhaçando-se instantâneamente e algumas até desabaram sobre alguns veículos. Desde então, profissionais e pesquisadores tem questionado o "alto desempenho" do CAR para quaisquer situações adversas.
A pesquisa, concluída no final de 2010 e publicada em 2011, mostrou que o CAD usado nos pilares do e-Tower pode apresentar resistência ao fogo suficiente para atender às exigências de segurança contra incêndio da legislação no Estado de São Paulo. Os resultados correspondem à uma mistura de concreto específica, mas servem subsídios a pesquisas complementares para o projeto de estruturas de concreto de edifícios altos no futuro.